# رميمين
رميمين هي قرية أردنية تقع إلى الشمال الشرقي لمدينة السلط تابعة إداريا لقضاء زي وتبعد عن السلط 14.7 كم. تمتازبوجود مجموعة من الينابيع والشلالات التي تضفي على طبيعتها الحرجية جمالاً مميزاً .

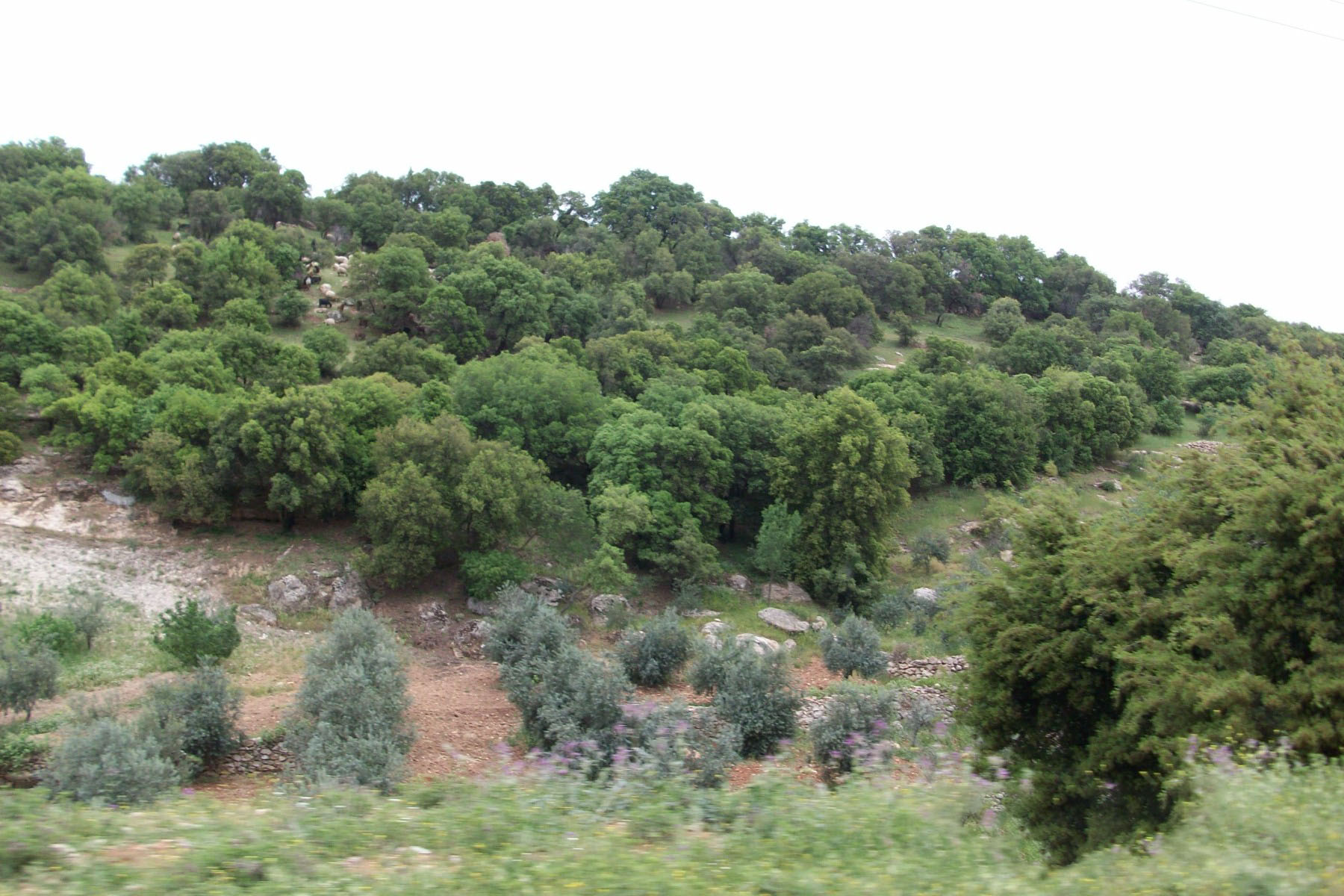
جمال الطبيعة في رميمين

تبلغ مساحة منطقة الرميمين 5.99 كم 2 نسبتها 5.5 % من مساحة بلدية السلط الكبرى ومساحة التنظيم فيها 2.1 كم 2 بنسبه 45 % من مساحة المنطقة .
تأسس مجلس قروي الرميمين عام 1969 م وأصبحت بلدية عام 1979 م ويصل عدد سكانها إلى حوالي 2952. وتشمل على بلدتي : جلعد والوسية.

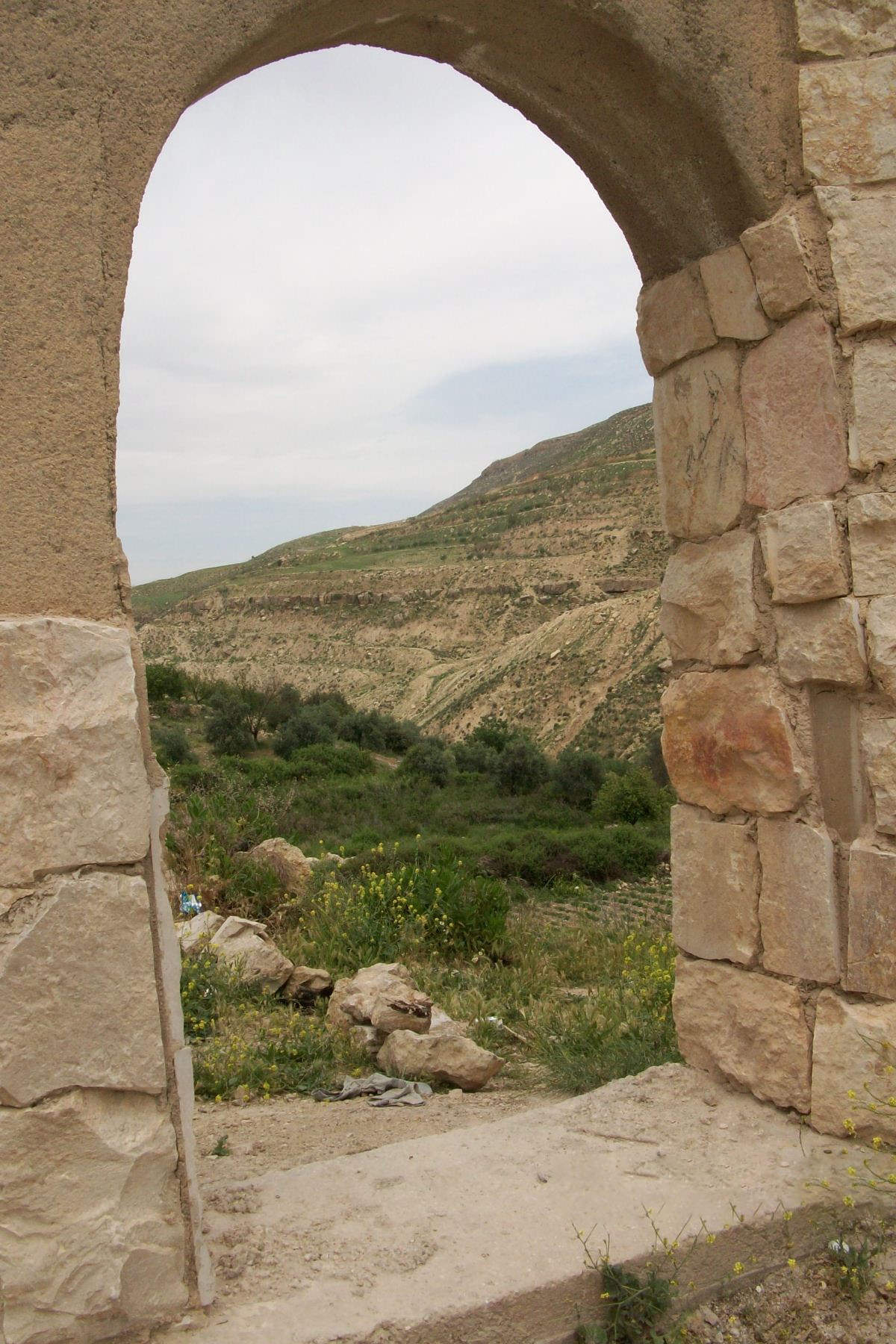
صورة في منطقة رميمين

## التسمية
اشتق اسمها من الفعل رم، ويقال رم البناء : أصلحه، الرميم : البالي، لعل أصل التسمية هو تصغير كلمة رامين السريانية وتعني المرتفعات أو تصغير رمان وهذا تفسير محتمل نظراً لكون الرميمين مجاورة لبلدة الرمان، ورد ذكر الرميمين في سجلات الدولة العثمانية في النصف الأول من القرن السادس عشر، وظهرت كتجمع سكاني في خرائط عام 1947 م .

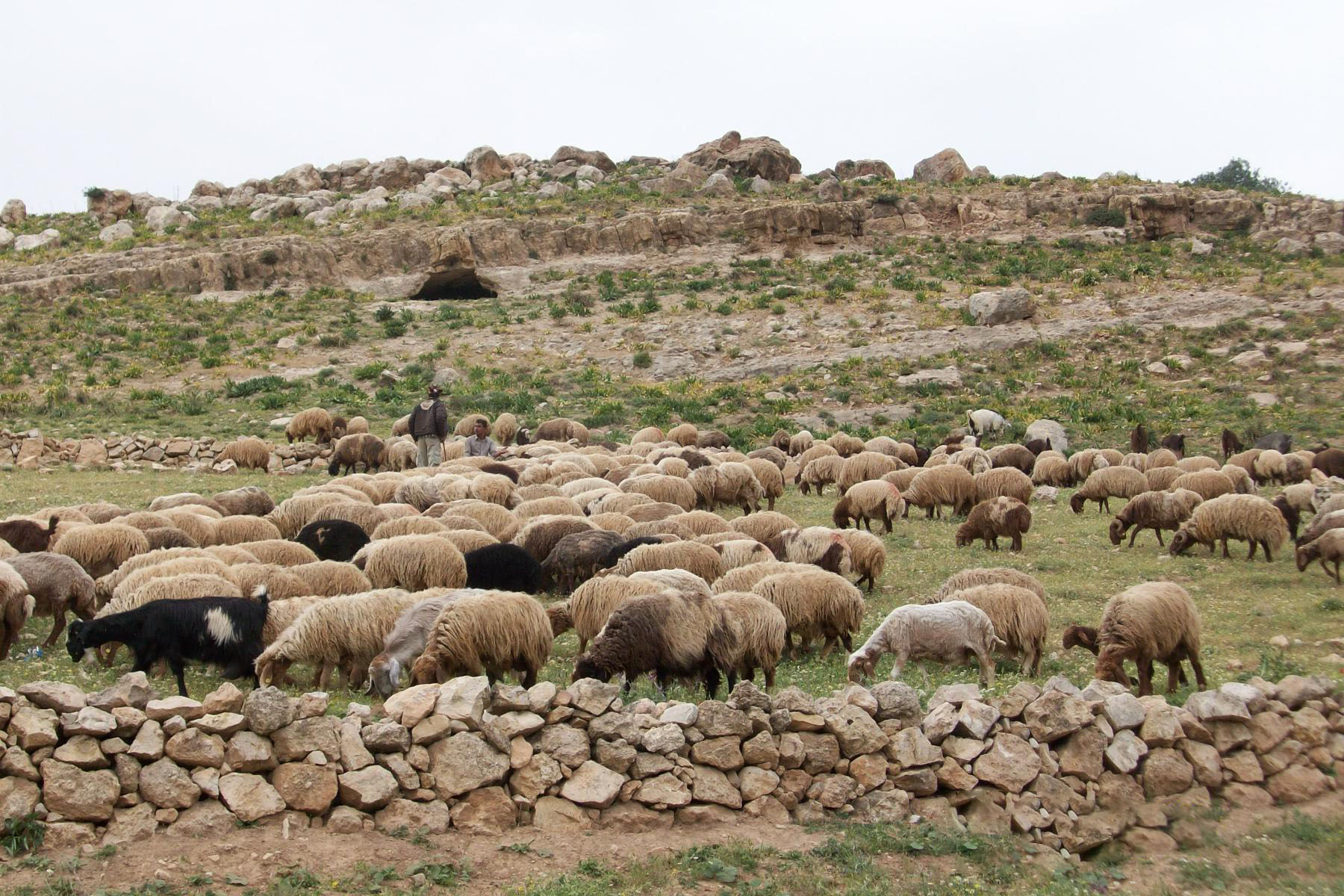
تمتاز منطقة رميمين بطبيعتها الرائعة